# Reinhard Rudolph Hertzberg
Reinhard Rudolph Hertzberg (* 1811 in Berlin; † 24. Juni 1888 in Schloss Langenberg bei Weißenburg) war ein deutscher Maler- und Kupferstecher.

## Leben
Hertzberg nahm von 1826 bis 1830 Unterricht in verschiedenen Klassen der Preußischen Akademie der Künste Berlin und bei dem Kupferstecher Ludwig Buchhorn. Von 1828 bis 1834 nahm er an den Akademie-Ausstellungen in Berlin mit Kupferstichen teil. Im Jahr 1835 reiste Hertzberg durch Deutschland (Dresden, Prag, Nürnberg, Würzburg, Rhöngebirge), gemeinsam mit Edmund Rabe, August Theodor Kaselowsky und Eduard Mandel. 1836 war er Schüler von Franz Krüger. Zwischen 1836 und 1842 hielt er sich als Schüler im Atelier von Paul Delaroche in Paris auf, nach 1842 reiste er durch Italien und die Schweiz. Von 1855 bis 1865 war er Zeichenlehrer an der Ritter-Akademie in Brandenburg, 1865 bis 1878 Inspektor der Preußischen Akademie der Künste in Berlin.

## Werke (Auswahl)
- La méditation, Öl/Lw, 30 × 25 cm, Verbleib unbekannt (Pariser Salon 1842, Nr. 951; Paris, AMN c)